# Gāvkoshan-e Vasaţ
Gāvkoshan-e Vasaţ (persiska: گاو كُشِ وُسطا, گَو كُشِ وَسَطی, گُل آباد, Gāv Kosh-e Vosţā, Gāv Kosh-e Vosţá, گاو کش وسطی, گاوکشن وسط) är en ort i Iran.   Den ligger i provinsen Lorestan, i den västra delen av landet, 400 km sydväst om huvudstaden Teheran. Gāvkoshan-e Vasaţ ligger 1 859 meter över havet och antalet invånare är 204.
Terrängen runt Gāvkoshan-e Vasaţ är kuperad söderut, men norrut är den platt. Runt Gāvkoshan-e Vasaţ är det ganska tätbefolkat, med 72 invånare per kvadratkilometer. Närmaste större samhälle är Nūrābād, 13,0 km nordväst om Gāvkoshan-e Vasaţ. Trakten runt Gāvkoshan-e Vasaţ består i huvudsak av gräsmarker.